# Maksim Kóval
Maksím Anatólievich Kóval (en ucraniano: Макси́м Анато́лійович Ко́валь; Zaporiyia, Ucrania, 9 de diciembre de 1992) es un futbolista ucraniano. Juega como guardameta en el F. C. Yelimay de la Liga Premier de Kazajistán.

## Selección nacional
Ha sido internacional con la selección de fútbol de Ucrania en 2 ocasiones.

### Participaciones en Eurocopas
| Copa                    | Sede              | Resultado      | Partidos | Goles |
| ----------------------- | ----------------- | -------------- | -------- | ----- |
| Eurocopa Sub-19 de 2009 | Ucrania           | Campeón        | ?        | 0     |
| Eurocopa 2012           | Polonia · Ucrania | Fase de grupos | 0        | 0     |

## Clubes
| Club                                    | País           | Año       |
| --------------------------------------- | -------------- | --------- |
| Metalurg Zaporizhia                     | Ucrania        | 2008-2010 |
| Dinamo de Kiev                          | Ucrania        | 2010-2019 |
| → Hoverla Uzhhorod (cedido)             | Ucrania        | 2014-2015 |
| → Odense Boldklub (cedido)              | Dinamarca      | 2015-2016 |
| → R. C. Deportivo de La Coruña (cedido) | España         | 2018      |
| → Al-Fateh S. C. (cedido)               | Arabia Saudita | 2018-2019 |
| Al-Fateh S. C.                          | Arabia Saudita | 2019-2022 |
| F. C. Sheriff Tiraspol                  | Moldavia       | 2022-2024 |
| Aris Salónica F. C.                     | Grecia         | 2024      |
| Kalamata F. C. (cedido)                 | Grecia         | 2024      |
| F. C. Yelimay                           | Kazajistán     | 2024-     |

## Palmarés

### Campeonatos nacionales
| Título                | Club                   | País     | Año  |
| --------------------- | ---------------------- | -------- | ---- |
| Supercopa de Ucrania  | Dinamo de Kiev         | Ucrania  | 2011 |
| Copa de Ucrania       | Dinamo de Kiev         | Ucrania  | 2014 |
| Supercopa de Ucrania  | Dinamo de Kiev         | Ucrania  | 2016 |
| Superliga de Moldavia | F. C. Sheriff Tiraspol | Moldavia | 2023 |
| Copa de Moldavia      | F. C. Sheriff Tiraspol | Moldavia | 2023 |

### Campeonatos internacionales
| Título          | Selección      | Sede    | Año  |
| --------------- | -------------- | ------- | ---- |
| Eurocopa Sub-19 | Ucrania sub-19 | Ucrania | 2009 |

### Distinciones individuales
| Distinción                                      | Año  |
| ----------------------------------------------- | ---- |
| Mejor jugador sub-21 de Ucrania (abril y julio) | 2013 |